# Brachtenbach
Brachtenbach (en luxemburguès: Bruechtebaach; alemany: Brachtenbach) és una vila de la comuna de Wincrange, situada al districte de Diekirch del cantó de Clervaux. Està a uns 48 km de distància de la ciutat de Luxemburg.